# Zlín Z-XII
Zlín Z-XII byl československý jednomotorový sportovní a cvičný dvoumístný celodřevěný dolnoplošník z poloviny 30. let 20. století. Továrna ZLAS jej označovala jako lidové letadlo pro letecký výcvik, sport, leteckou turistiku a obchod.

## Vznik a vývoj

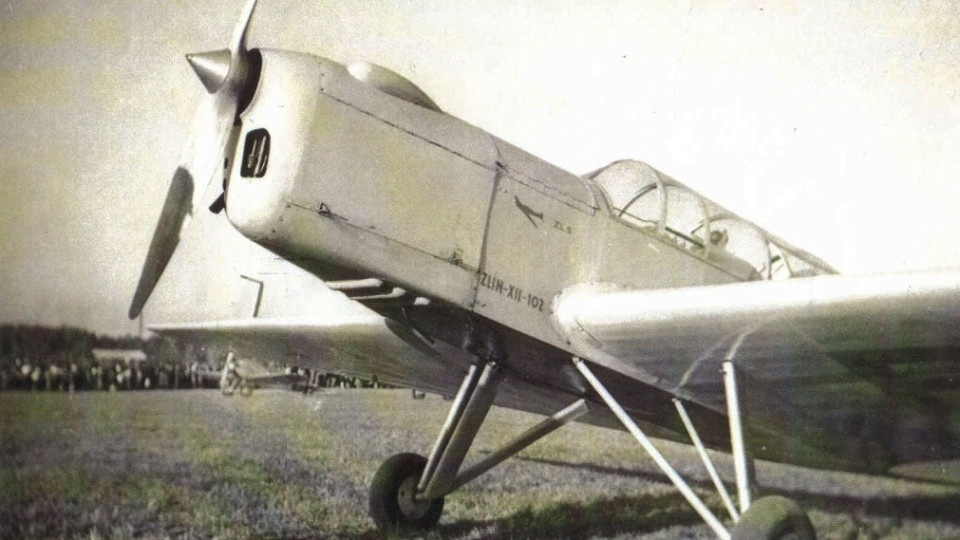
Zlín Z-XII (výr. č. 102, OK-BTB), motor Walter Mikron.

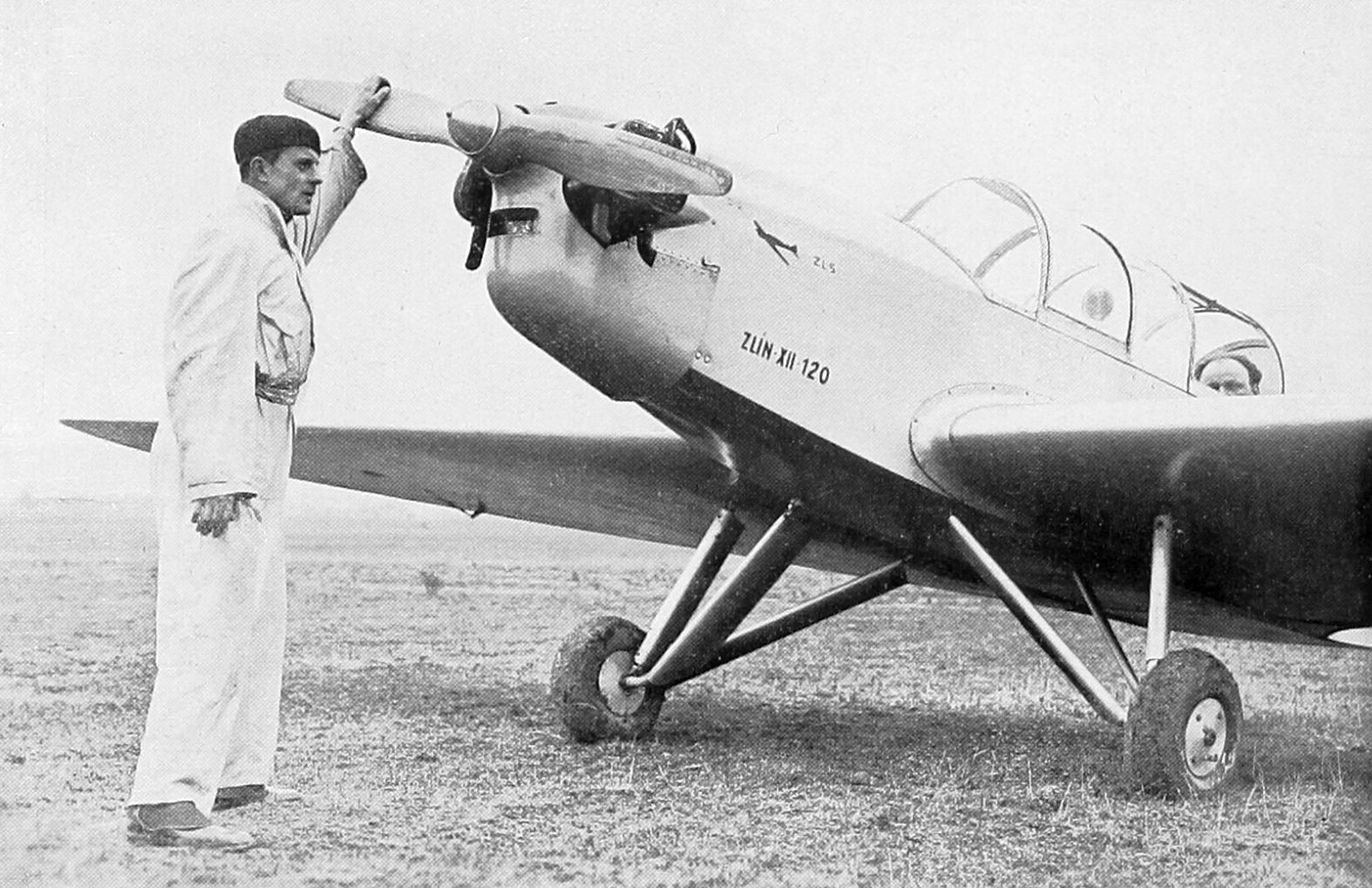
Zlin Z-XII, motor Persy II (výr. č. 120, OK-BTT, 1937)

Do Zlínské letecké akciové společnosti (ZLAS) založené J. A. Baťou nastoupil v únoru 1934 jako šéfkonstruktér Jaroslav Lonek. V koncepci svého posledního, soukromě postaveného letounu Lonek L-8 Ginette zpracoval projekt prvního letounu pro ZLAS, dvousedadlový dolnoplošník Zlín Z-XII. Přestože to byl jeho první projekt, tento letoun se stal komerčně nejúspěšnějším strojem, který Jaroslav Lonek pro ZLAS navrhl.

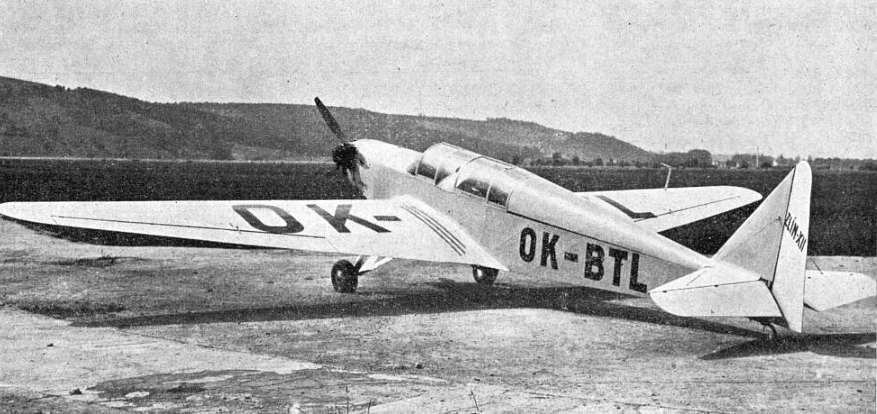
Zlín Z-XII (výr. č. 112) s motorem Persy 40-50 HP (Letectví, červenec 1936)

První Z-XII (výrobní číslo 101, OK-BTA) vzlétl v dubnu roku 1935 poháněný americkým motorem Continental A-40-2 o výkonu 27 kW/37 k. Pohonná jednotka byla později nahrazena zlínskou kopií tohoto motoru, motorem Persy I o 26 kW/35,5 k. Druhý prototyp Z-XII (výr. č. 102, OK-BTB) byl osazen československým motorem Walter Mikron. Toto provedení se stalo základem pro zdokonalenou verzi Z-212, která v sériovém provedení byla osazena motorem Walter Mikron II o výkonu 45 kW/60 k a byla vyráběna až od roku 1938.
Sériová výroba se rozběhla od října 1936, protože bylo třeba letoun upravit podle výsledků zkušebních letů s prototypy. Především se jednalo o zmírnění sklonu k pádu do vývrtky při přetažení a poměrně nízké motorické síly při vzletu plně zatíženého letounu. Problém s motorickou sílou vyřešilo použití motorů Persy II. První sériové stroje létaly ještě s motory Persy I, brzy je však vystřídala silnější verze Persy II o výkonu 33 kW/47 k. Následně byla do výroby zařazena další výkonnější varianta s pohonnou jednotkou Persy III o výkonu 42 kW.  Všechny motory poháněly dvoulistou nestavitelnou dřevěnou vrtuli.
Toto komerčně a sportovně úspěšná letadla byla několikrát představena veřejnosti na leteckých výstavách a aerosalonech, např. v Paříži (XV. mezinárodní letecká výstava 1936), v Bruselu a na III. národní letecké výstavě 1937 v Praze.

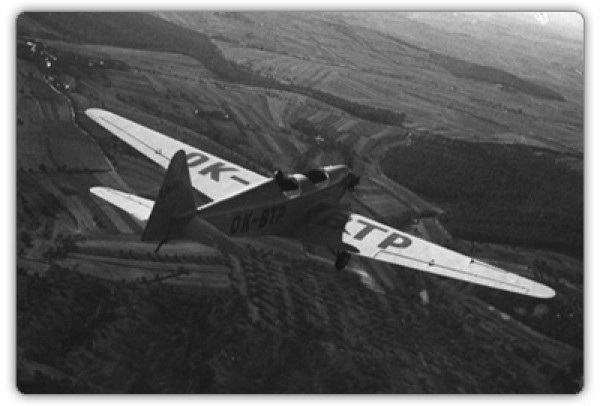
Zlín Z-XII (výr. č. 116, OK-BTP) s otevřenou kabinou.

Celkem bylo v letech 1935-1939 vyrobeno 201 letounů Z-XII, z nichž většina byla poháněna čtyřválcovým plochým motorem se vzduchovým chlazením Persy II. V československém leteckém rejstříku bylo imatrikulováno 161 letadel, ostatní byly exportovány do více než 15 zemí. Tento typ Z-XII se stal nejrozšířenějším evropským sportovním letounem.

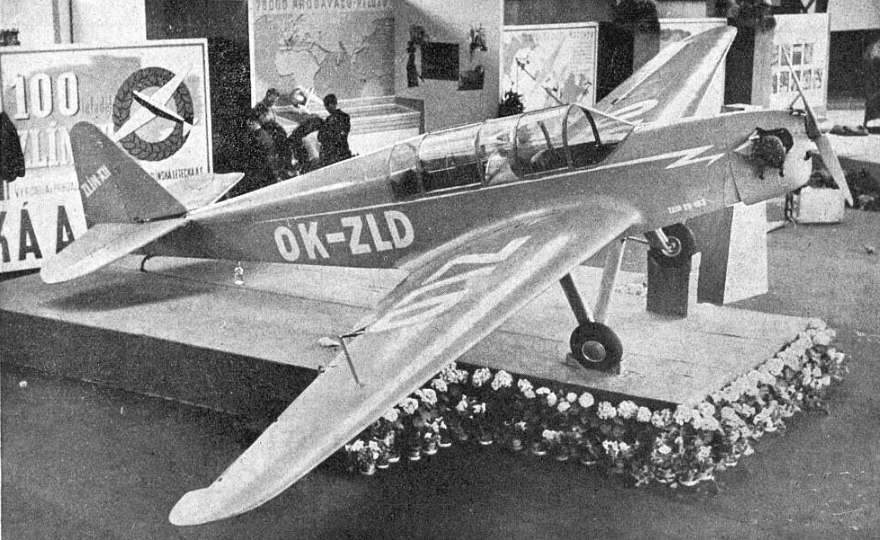
Zlín Z-XII (výr. č. 183) na Národní letecké výstavě v Praze (Letectví, červenec 1937)

## Popis letounu
Z-XII byl dvoumístný jednomotorový samonosný dolnoplošník s pevným záďovým podvozkem s otevřenými nebo uzavřenými prostory osádky. Vyznačoval se štíhlým trupem s celodřevěnou kostrou a překližkovým potahem. Překližkový potah byl rovněž použit na celodřevěných křídlech. Samonosné dřevěné křídlo bylo ze dvou samostatných částí, které byly spojeny v jeden celek uvnitř trupu. Po délce se jeho profil mírně zužoval jak v hloubce, tak v profilu. Konce křídla byly zaoblené. Výškové a směrové kormidlo bylo dřevěné, částečné dýhované a potažené plátnem. Stabilizační plocha byla stavitelná na zemi. Pouze pohyblivé ocasní plochy měly plátěný potah. Motorové krycí plechy byly vyrobeny ze slitiny hliníku. Dělený podvozek s rozchodem kol 2,0 m byl opatřen odpérovanými vzpěrami, jejichž hlavní část tvořily ocelové pružiny a s pryžovými vložkami. Použitá kola podvozku byla obuta pneumatikami Baťa.
Dvoumístná kabina se sedadly v tandemovém uspořádání byla vybavena zpravidla zdvojeným řízením, avšak u prvních vyráběných letounů se přístrojová deska montovala pouze do zadního prostoru. Kabina byla kryta odsouvatelnými průhlednými kryty. V pozdějších sérií byly naopak některé letouny vyráběny s otevřenými kokpity. Za zadní sedadlem byl prostor pro zavazadla. V průběhu výroby byl Z-XII nadále zdokonalován, například zvětšením vzepětí křídla, úpravou sklonu čelního štítku kabiny, nebo přidáním statického vyvážení kormidel.

## Použití
Z-XII sloužily jednak k výcviku v pilotních školách, jednak k udržování pilotů ve výcviku, v Aeroklubu RČs. a jeho pobočkách a v Masarykově letecké lize (MLL). A také v československém letectvu, kde typ dostal označení Z.12. Jeden z letoun si koupil vydavatel deníku Národní politika a časopisu Ozvěny. Létal s ním pilot-novinář H. J. Slípka.  Piloti s nimi byli spokojeni, především byla oceňována jeho snadná pilotáž. Zlíny Z-XII dosáhly řady sportovních úspěchů a rekordů. Byly rovněž s úspěchem exportovány do Francie, Itálie, Jugoslávie, Rumunska, Japonska, Egypta, států Jižní Ameriky atd.Jeden z italských strojů byl v letuschopném stavu ještě v roce 1965.
Dne 25. dubna 1937 v 11:25 se uprostřed Nového Jičína se zřítil letoun Zlin Z-XII imatrikulační značky OK-BTF, který pilotoval Bohumír Janisch z Baťovy letecké školy v Otrokovicích.Těžce zraněný letec zakrátko skonal ve všeobecné veřejné nemocnici v Novém Jičíně, aniž by nabyl vědomí.
V době zářijové všeobecné mobilizace v roce 1938 byly tyto letouny zařazeny v kurýrních letkách. Podle soupisu letecké techniky MNO k 5. listopadu 1938 evidovalo československé letectvo 16 strojů Z.12, vždy po jednom u Leteckých pluků 1-3 a ostatní byly uskladněny. Do března 1939 se jejich počet zvýšil díky převodům od civilních uživatelů (především od MLL) na 32 letounů. Po rozpadu Česko-Slovenska zůstalo na Slovensku několik Z-XII, dalších 20 letounů bylo darováno nacistickým Německem, organizací NSFK slovenskému leteckému sboru (SLeS). Celkem tam bylo za války v provozu 23 letounů Z-XII. Některé z nich byly Němci prodány jejich válečnému spojenci, do Maďarského království. 
Němci na československých letištích a ve vojenských skladech zabrali kolem 30 letounů Z.12. Další stroje Z-XII zabavili v aeroklubech a MLL. Luftwaffe v květnu 1940 měla ve stavu 76 letounů Z-XII. Byly využívány jako kurýrní stroje a pro kondiční, cvičné létání především u německé letecké organizace NSFK (Národně-socialistický letecký sbor, Nationalsocialistische Fliegerkorps).
Celá řada Zlínů Z-XII přežila druhou světovou válku v natolik dobrém stavu, že i po válce bylo několik strojů s označením K-75 zařazeno jako kurýrní letouny do československého letectva. Jediným civilním letounem Z-XII létajícím po II. světové válce na území ČSR byl stroj s imatrikulací OK-ZJD/ex OK-AZV z letiště Nitra. Tento letoun výr. č. 140 byl poprvé zapsán do rejstříku 16. června 1937 (OK-AZV). Po válce k 30. dubnu 1947 byl tento letoun znovu imatrikulován s registrací OK-ZJD. Létal až do 6. října 1951. V zahraničí nadále létaly Z-XII v Itálii, Francii, nebo Palestině.
V leteckém muzeu v Praze - Kbelích je vystaven letoun výr. č. 170 s imatrikulací OK-TBX, která mu byla udělena 17. dubna 1937. Repliky těchto úspěšných strojů jsou stavěny i v současné době, např. ultralight Z-XII UL s imatrikulací OK-KUD 07 postavený v roce 2005. Tento bleděmodrý Z-XII je označen původní imatrikulací OK-BTB, jakou měl letoun výr. č. 102 s motorem Walter Mikron. V roce 2020 se očekává dokončení stavby letounu, nové repliky Z-XII s imatrikulací OK-HFC, která probíhá v Leteckém muzeu Metoděje Vlacha v Mladé Boleslavi.

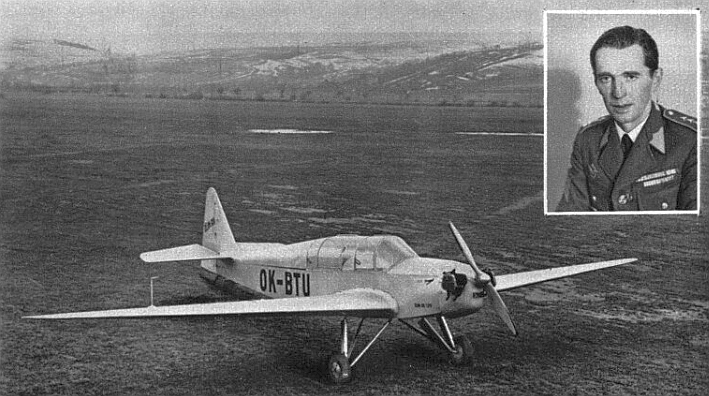
Zlín Z-XII a kpt. letec Seidl (1937)

## Sportovní úspěchy
Již první dva prototypy Z-XII byly vyslány k Národnímu letu Republiky Československé ročník 1935. OK-BTA s osádkou J. Šťastný a Šebesta skončila na 29. místě, OK-BTB s osádkou Jaroslav Lonek a Roček na 50. místě.

V říjnu 1936 v soutěži První letecký okruh Moravou zvítězil letoun Z-XII s osádkou Brtník-Úředníček, druhé místo patřilo osádce Šťastný-Ladislav Šváb rovněž na „dvanáctce“ a ženská osádka Anna Železníková-Veletová obsadila se Z-XII místo deváté. V roce 1936 uspořádal Slovenský aeroklub II. ročník Štefánikova memoriálu, kterého účastnily i tři Z-XII ze zlínského aeroklubu. První cenu si odnesl pilot Vítek se strojem Z-XII, další se umístily na šestém a dvanáctém místě.

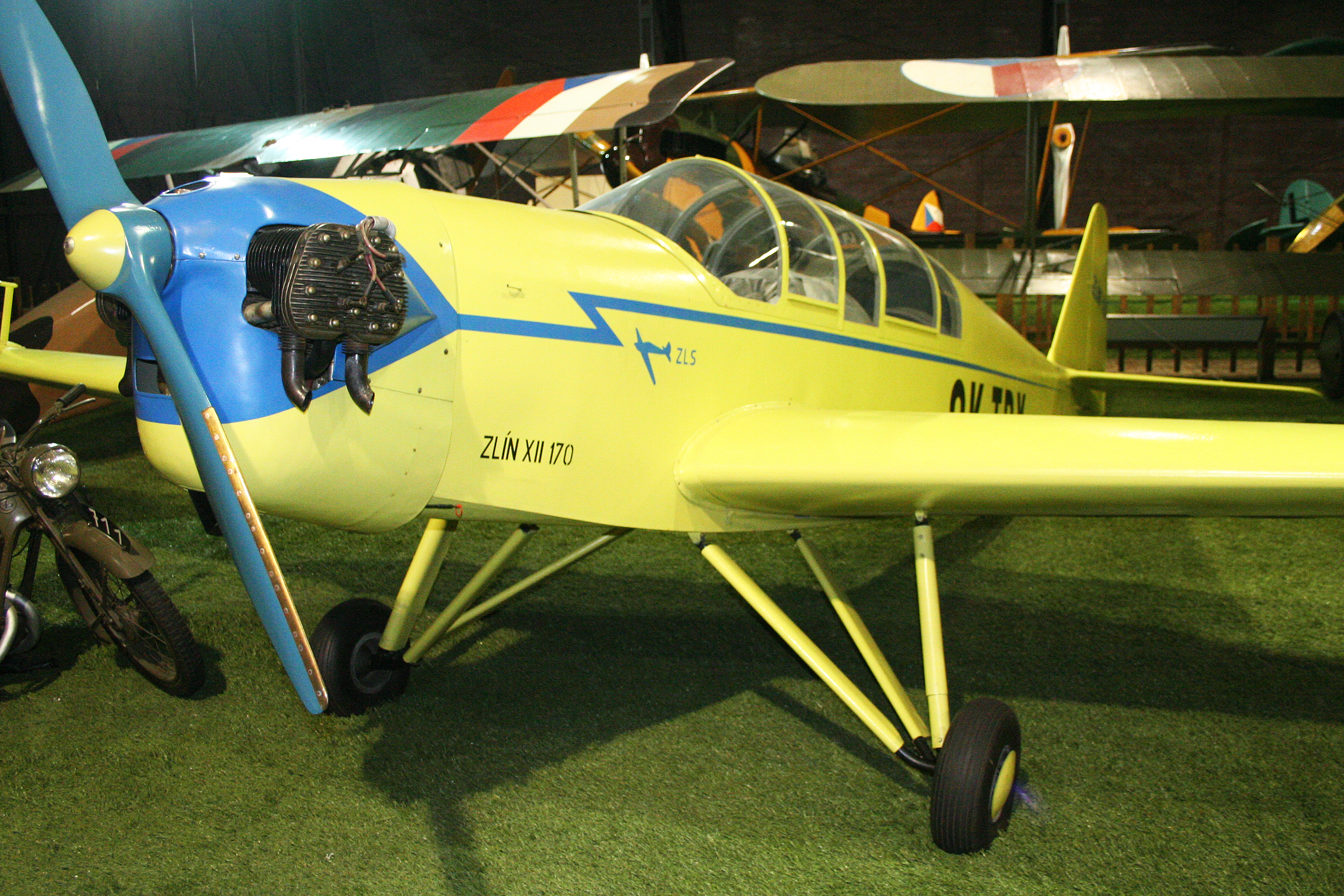
Zlin XII (výr. č. 170, OK-TBX), Letecké muzeum Kbely

V únoru 1937 pořádal Egyptský královský aeroklub III. letecký Závod nad oázami, který aeroklub RČS obeslal také dvojicí Z-XII. Zlíny byly dopraveny po železnici do Itálie, odkud pokračovaly vzdušnou cestou přes Středozemní moře, Tunis a Tripolis do Káhiry. V samotném závodu konaném ve dnech 23.-26. února obsadil Z-XII s osádkou mjr. let. Ján Ambruš-ing. Š. Šmela sedmé místo mezi 42 konkurenty s motory i několikanásobně silnějšími. Zpáteční cestu absolvovali piloti na Z-XII vzduchem přes Palestinu, Sýrii, Turecko, Bulharsko a Rumunsko. V dubnu 1937 obsadil Z-XII (OK-TBI, MUC. Miroslav Fajkoš-ing. Ant. Veselý) devátou pozici v Přeboru čs. pilotů vysokoškoláků, 16. května se tovární tým 7 letounů Z-XII zúčastnil Hallerova západočeského okruhu v Plzni, kde sl. Anna Železníková (OK-BTV) byla ohodnocena jako nejlepší pilotka a uniformovaný tým získal mnoho pozornosti svým sportovním vystupováním, a 30. května na Letu pravidelnosti Moravou zvítězil tovární Z-XII s osádkou Hula-Miloslav Hill. Let se skládal ze dvou soutěží: přílet ve zvoleném čase do Zlína a soutěže pravidelnosti na trase Zlín-Velehrad-Buchlov-Střílky-Račice-Slavkov-Mohyla míru-Brno. Další tovární stroje obsadily 5.-7. a 9. místo (Beneš-Uhřík, Hruška-Kelíšek, Pelíšek-Baroš a Bačovský-Parák). V následujícím cílovém závodu v Olomouci vyhrál Z-XII.
Kpt. Mir. Seidl s cestujícím Karlem Radou překonali 29. června 1937 s letounem Z-XII s motorem Persy I (OK-BTU) na trati dlouhé 1200 km dva mezinárodní rekordy ve třídě lehkých letadel 4. kategorie (obsah válců do 2 l, vícesedadlová). Trať 100 km proletěl M. Seidl průměrnou rychlostí 113,845 km/h a trať 1000 km průměrnou rychlostí 109,433 km/h. Mezinárodní leteckou federacím (FAI) v Paříži byly oba výkony uznány jako světové rekordy v kategorii lehkých letadel třídy »C«. V dalším ročníku Národního letu Republiky československé 1937 (24.-28. září) získala stříbro posádka Anna Železníková-Jan Beneš letící na Z-XII (OK-BTX). Další tovární Z-XII obsadily 8. (OK-BTT, Josef Baroš-Voj. Kelíšek), 11. (OK-TBC, Kurt Schulz-Štěpán Heřman), 12. (OK-TBN, Miloslav Hill-Karel Rada), 13. (OK-TBR, Vratislav Navrátil-Josef Pejšovec) a 14. místo (OK-PIB, Jan Vlk-Tibor Nátšin). Na I. přeboru čs. pilotů v Klatovech obsadil v celkové klasifikaci druhé místo s Z-XII otrokovický pilot Hruška. 
Poslední předválečný úspěch s tímto letounem byl zaznamenám v mezinárodním letecké soutěži Státy Malé dohody, který se konal na přelomu srpna a září 1938. Slečna Anna Železníková s Josefem Bejšovcem (OK-TBN) zvítězila na Z-XII v dámském poháru této soutěže a v celkovém pořadí kategorie IIA obsadili 10. místo.

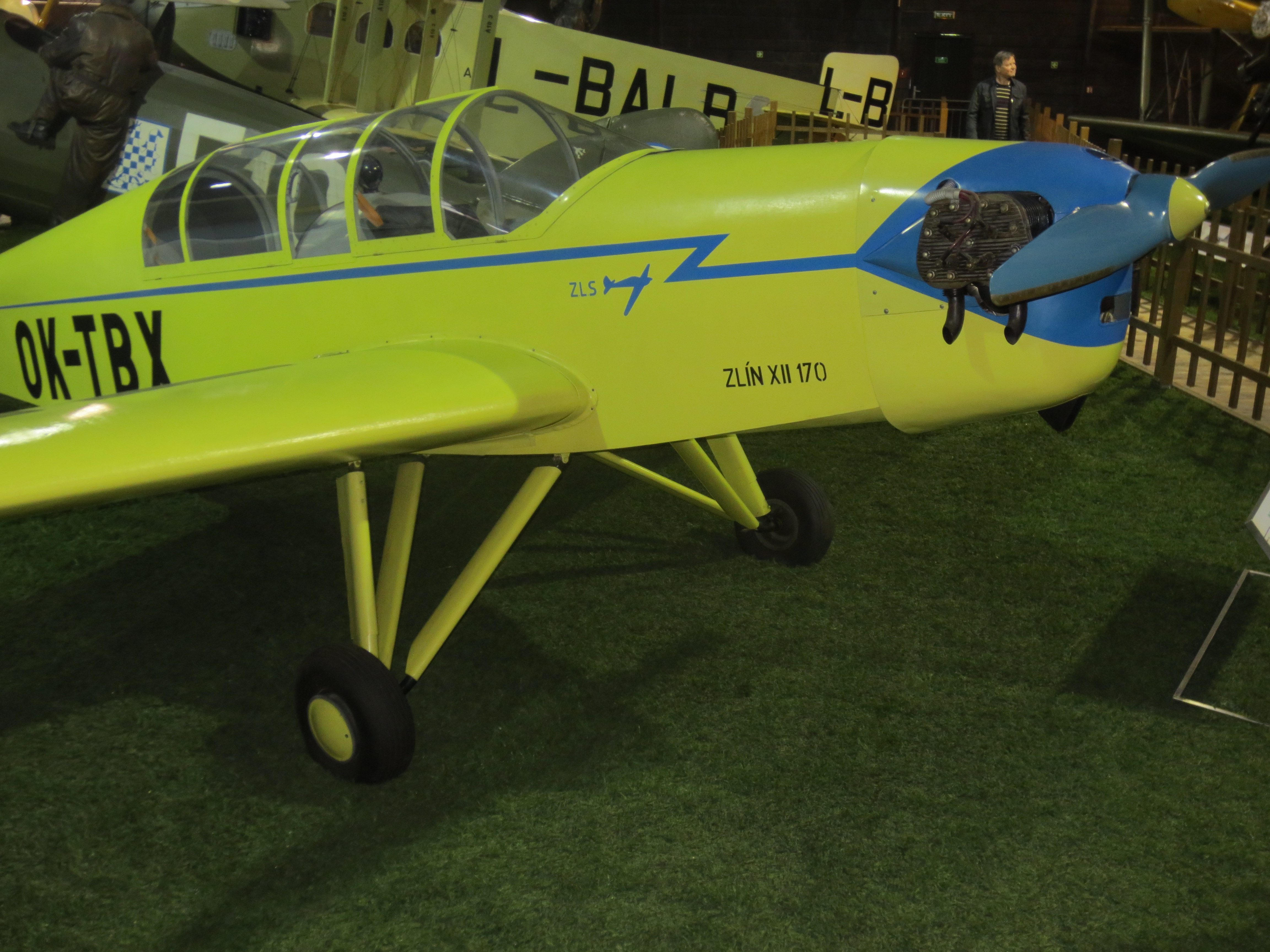
Zlin Z-XII (OK-TBX)

## Specifikace
Údaje platí pro Z-XII s motorem Percy II

### Technické údaje
- Rozpětí: 10,00 m
- Délka: 7,80 m
- Výška: 1,80 m
- Nosná plocha: 12,00 m2
- Plošné zatížení: 43,30 kg/m2
- Hmotnost prázdného letadla: 290 kg
- Vzletová hmotnost: 520 kg
- Pohonná jednotka: čtyřválcový plochý motor se vzduchovým chlazením Persy II
  - vzletový, maximální výkon: 34 kW/47 k při 2600 ot/min
  - nominální, jmenovitý výkon: 33 kW/45 k při 2500 ot/min
- Vrtule: dvoulistá, dřevěná s pevným nastavením

### Výkony
- Maximální rychlost: 155 km/h
- Cestovní rychlost: 130 km/h
- Přistávací rychlost: 70 km/h
- Výstup na 1000 m: 16 min
- Praktický dostup: 3800 m
- Dolet: 500 km
- Délka doběhu při přistání: 185 m